# Iszméniosz
Iszméniosz (Iszméniász) (i. e. 4. század) görög fuvolajátékos, író.

## Élete
Az idősebb Iszméniásznak, Boiótia egyik urának fia volt. Idősebb Plinius szerint, aki „Historia naturalis” című munkájában több anekdotát is közöl róla, kiváló fuvolajátékos és tudós drágakőgyüjtő volt. Egyetlen munkáját is e témához kapcsolódva írta, de a mű elveszett.